# Styks

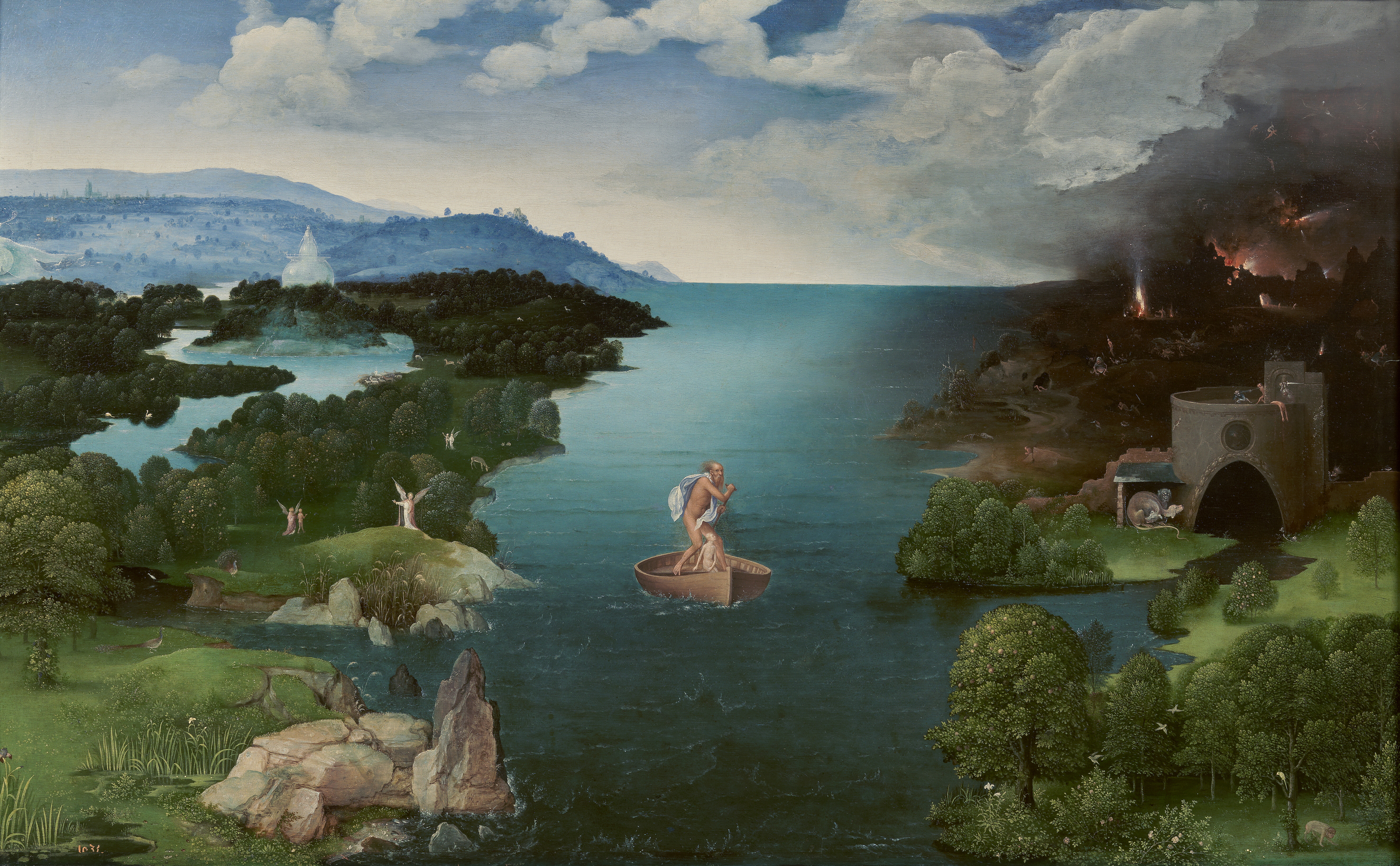
Obraz Joachima Patinira – Charon przepływający przez Styks

Styks (gr. Στύξ Stýx, łac. Styx) – w mitologii greckiej główna spośród pięciu rzek Hadesu, przez którą musiała przeprawić się każda dusza zmarłej osoby w drodze do krainy zmarłych. Przez Styks przewoził Charon. Wypływała z Okeanosa, a jej wody wpadały do Kokytos.
Pozostałe cztery rzeki Hadesu to: Kokytos ("Oskarżony"), Acheront ("Lament"), Pyriflegeton ("Palący jak ogień"), Lete ("Zapomnienie"). Oprócz tego Styks była uznawana przez starożytnych Greków za boginię nienawiści.
Starożytni wyobrażali sobie Styks jako nimfę, córkę tytana Okeanosa i tytanidy Tetydy. Miała ona być matką Zelosa, Nike, Bii i Kratosa. Przyszła jako pierwsza z pomocą Zeusowi wysyłając swoje dzieci przeciw tytanom. W dowód wdzięczności Zeus pozwolił im na stałe zostać przy sobie, a Styks stała się bóstwem, na które składano najuroczystsze przysięgi.

## Pochodzenie nazwy
Styks – strumień w północnej Arkadii, który spływał po stromej skale i wpadał do rzeki Krathis. Starożytni przypisywali wodzie z tego strumienia właściwości szkodliwe dla zdrowia. Miało to spowodować nadanie rzece Podziemia tej samej nazwy.

## Zatrucie Aleksandra Wielkiego wodami Styksu
Wedle historyków starożytnych Grecji i Rzymu Aleksander Wielki miał umrzeć w wyniku zatrucia wodą ze Styksu. Takie pogłoski były rozgłaszane już od chwili jego śmierci. Podejrzewa się, że spiskować przeciwko Aleksandrowi miał Antypater i inni dowódcy obawiający się, że Aleksander dokona wśród nich kolejnej fali czystek. Wg innych trującą wodę ze Styksu kazał podać sobie sam Aleksander, by udowodnić wszystkim swoje boskie pochodzenie. W istocie bowiem w 333 roku p.n.e. wyrocznia w Egipcie wyjawiła Aleksandrowi, że jest synem samego Zeusa. Aleksander Macedoński z czasem zaczął wierzyć, że jest półbogiem, a pod koniec swego życia nabrał przekonania, że jest wręcz bogiem i wysłał list nakazujący greckim miastom uznanie jego boskości. Te uczyniły to, ale nie obyło się bez drwin pod adresem króla.
Próba potwierdzenia trujących właściwości wód Styksu została przedstawiona  przez amerykańskich naukowców (podczas XII Międzynarodowego Kongresu Toksykologii w dniach 19-23 lipca 2010 roku w Barcelonie), którzy odkryli w skałach tej rzeki bakterię wytwarzającą silnie toksyczną substancję, kalicheamycynę, powodującą uszkodzenia DNA, z początkowymi objawami osłabienia, zmęczenia i bólu, a następnie zapaścią narządów wewnętrznych i układu nerwowego, ostatecznie prowadząc do śmierci. Objawy te są zbieżne z tymi, o których mówią źródła historyczne. Toksyczność wód Styksu była już opisywana w starożytności przez Hezjoda w VIII wieku p.n.e. oraz geografa Pauzaniasza w II wieku naszej ery.

## W literaturze
W Boskiej komedii Dantego, zapożyczony z mitologii Styks jest rzeką w piątym kręgu Piekła, rozlewającą się w bagna, w których potępieni za gniew nieustannie walczą i toną. Otacza mury piekielnego miasta Disa, obejmującego najniższe kręgi piekielne.